# يوم التحرير (إيطاليا)
يوم التحرير (بالإيطالية: Festa della liberazione) المعروف أيضًا باسم ذكرى تحرير إيطاليا Anniversario della liberazione d'Italia أو ذكرى المقاومة (Anniversario della Resistenza)، أو ببساطة يوم 25 أبريل هو يوم وطني في إيطاليا يحيي ذكرى نهاية النظام الفاشي واحتلال ألمانيا النازية خلال الحرب العالمية الثانية وانتصار حركة المُقاومة في إيطاليا. يختلفُ هذا اليوم عن يومِ يوم الجمهورية الإيطالية، والذي يُقام في الصاني من حزيران/يونيو من كلّ سنة.

## التاريخ
اختيرَ هذا التاريخ من خلال عقد مؤتمر تزعمه أعضاءٌ من لجنة التحرير الوطنية. بالعودة إلى العام 1945 فقد تمَّ ابتداءً الأول من أيّار/مايو من هذا العام تحرير شمال إيطاليا بالكامل، بما في ذلك بولونيا (21 أبريل) وجنوة (23 أبريل) وميلانو (25 أبريل) وتورينو و‌البندقية (28 أبريل). وضع التحرير حدًا لثلاثة وعشرين عامًا من الديكتاتورية الفاشية وخمس سنوات من الحرب. يُمثل هذا اليوم رمز بداية الرحلة التاريخية التي أدت إلى استفتاء 2 حزيران/يونيو 1946 عندما اختار الإيطاليون إنهاء الملكيّة وإنشاء الجمهورية الإيطالية، والتي أعقبها اعتماد دستور الجمهورية في عام 1948 .

## إضفاء الطابع المؤسّسي
تم اختيار التاريخ الفعلي عام 1946، وفي معظم المدن الإيطالية، يتم تنظيم مسيرات لإحياء ذكرى الحدث. أُنشئ في 22 نيسان/أبريل 1946 مرسوم ينصُّ على تخليد ذكرى التحرير الكامل للأراضي الإيطالية، وأُعلنَ 25 نيسان/أبريل 1946 عطلة وطنية رسمية في جميع انحاء البلاد، وبحلول 27 أيار/مايو 1949، برزَ القانون رقم 260 الذي جعلَ من هذا اليوم أو الذكرى عطلة رسميّة وطنية سنويّة ودائمة.